# Back office
En la gestión empresarial el back office  (en español significa literalmente oficina trasera, oficina de trastienda u oficina de respaldo) 
es el conjunto de actividades de apoyo al negocio, es la parte de las empresas o unidad de ella que lleva a cabo las tareas destinadas a gestionar la propia empresa y que no tienen contacto directo con el cliente, como las labores informáticas y de comunicaciones, de gestión de recursos humanos, contabilidad y otros en el ámbito económico-financiero.
El término back office se construye a partir del concepto de que el "front office" es la parte de la empresa que tiene contacto con el cliente como los departamentos de atención al cliente y los de ventas, distribución y mercadotecnia; y en el "back office", la trastienda, es donde se fabrica, diseña y gestiona la actividad, como pueden ser los servicios centrales, que sirven al resto de unidades de la empresa.
Las labores de back office pueden ser realizadas directamente por la empresa que vende o llevadas a cabo por otras empresas del grupo o entidades externas, mediante la subcontratación o externalización. A modo de ejemplo, un formulario que prepara una empresa informática y pone a disposición de la empresa subcontratante, para que cuando lo envie el cliente, aparezcan los datos de dicha empresa subcontratante.